# Yosano Tekkan
En aquest nom japonès, el cognom és Yosano.
Yosano Tekkan (与謝野鉄幹, Kyoto, 1873-Tòquio, 1935), pseudònim de Yosano Hiroshi (与謝野 寛), va ser un poeta japonès conegut per haver trencat amb la tradició de la poesia waka.
Va néixer a Kyoto, fill d'un sacerdot pertanyent al Nishi Hongan-ji, temple de la secta budista Jōdo Shinshū (derivada de la Terra Pura), dedicat també a la poesia. Durant la seva infantesa va rebre una educació basada en la lectura dels escrits budistes i obres literàries xineses i japoneses, així com a compondre poesia en xinès. Graduat a la Universitat de Keiō, va exercir com a mestre de japonès en una escola femenina fora de la ciutat, però va ser acomiadat arran d'un escàndol amb una alumna, a la que va deixar embarassada. Després d'aquest episodi, el 1892 s'instal·là a Tòquio i va començar a treballar com a redactor d'un diari. També va mostrar interès en la literatura japonesa i va esdevenir deixeble del poeta i erudit Ochiai Naobumi.
Aviat va començar un nou moviment, juntament Ōmachi Keigetsu, amb en la composició dels tanka (inclosos a la waka). Va atacar directament la tradició i el conservadorisme poètic en l'obra Bōkuku no on (El so d'una nació condemnada), publicat el 1894 i convertit en un manifest crític que demanava la reforma del tanka i que va catapultar la seva carrera. L'any següent va publicar la seva primera col·lecció de poemes, titulada Tōzai namboku (Est, oest, nord i sud), una obra marcada per un romanticisme de joventut que rebutja lligar-se a la forma i la tradició, i els tanka de la qual van ser un dels primers fruits per reformar la forma d'escriure poesia al Japó.
El 1899 va fundar la Shinshisha (Societat Nova Poesia) i l'any següent la revista literària Myōjō (Venus), a la qual va voler traslladar les tècniques literàries europees a la poesia japonesa. D'aquesta manera, pretenia obrir un camí vers una expressió més lliure i crear una nova literatura dominada pel romanticisme. Al seu moviment s'hi van veure atrets alguns dels poetes més destacats del moment com Takamura Kōtarō, Ishikawa Takuboku, Yoshii Isamu, Kinoshita Mokutarō o Kitahara Hakushū. El mateix any de fundació s'hi va unir Hō Akiko, amb la qual va establir una relació sentimental i, eventualment, es va casar. Fou important la seva contribució econòmica a la carrera literària de la seva parella. Al cap d'un temps, el moviment romàntic va ser desafiat per nous moviments que començaven a prendre embranzida, com el naturalisme o l'esteticisme. El 1908, amb la publicació del centè número, la revista va interrompre la publicació de la revista i, poc després, va fundar-ne una altra anomenada Subaru.
El 1911 va visitar França, on va romandre alguns anys. El 1914, després del seu retorn, va publicar Rira no hana (Flor de Lila), una col·lecció de traduccions de poesies, principalment franceses, resultat del seu viatge. Els darrers anys de la seva vida es va dedicar principalment a l'estudi de l'etimologia de la llengua japonesa. Com a fruit d'aquesta feina va publicar Nihon gogengaku no kenkyū (Estudi de l'etimologia del japonès).